# إيسبارغويرا (برشلونة)
بلدية إيسباراغيرا (بالكاتالانية: Esparraguera) هي إحدى بلديات مقاطعة برشلونة، والتي تقع في منطقة كاتالونيا، شرق إسبانيا.
يبلغ عدد سكانها 21.260 نسمة وفقاً لإحصائية سنة (2007).

## أعلام
- ديفيد نافارو